# Лано (окръг, Тексас)
Окръг Лано (на английски: Llano County) е окръг в щата Тексас, Съединени американски щати. Площта му е 2502 km², а населението - 17 044 души (2000). Административен център е град Лано.